# Bocșa (Caraș-Severin)
Bocșa (in tedesco Deutsch-Bokschan o Neuwerk, in ungherese Boksánbánya) è una città della Romania di 15842 abitanti, ubicata nel distretto di Caraș-Severin, nella regione storica del Banato.

## Infrastrutture e trasporti
La città dispone di una stazione ferroviaria situata sulla linea Reșiţa–Timișoara (un'altra stazione non è utilizzata dai passeggeri comuni ma è a disposizione solo del trasporto muffa in direzione Erlangen) ed è attraversata dalla strada nazionale DN58B.